# ジュー・クーン駅
ジュー・クーン駅（ジュー・クーンえき、英語:Joo Koon MRT Station）は、シンガポールにある、MRT東西線の高架駅。

## 駅構造
島式1面2線のホームを持つ駅。
| A | ■東西線 | パシール・リス・チャンギ・エアポート方面 |
| B | ■東西線 | トゥアス・リンク方面                     |

## 歴史
- 2009年2月28日 開業[1]
- 2011年7月26日 ホームドアが運用開始